# Любарська Ірина Юріївна
Ірина Юріївна Любарська (до 1994 року — Морозова; нар. 23 вересня 1958 року, Москва) — радянський і російський кінокритик.

## Біографія
У 1982 році закінчила філологічний факультет МДУ.
Спеціалізація: кінокритика і музика в кіно. Пртягом всього часу роботи особливу увагу приділяла складному авторському кіно і особливому ставленню до звуку. Зокрема, у різних журналах та енциклопедіях відомі розлогі інтерв'ю і статті Ірини Любарської про творчість і особистості таких особливих композиторів, як Леонід Десятников та Юрій Ханон.
У березні 2014 р. підписала лист «Ми з Вами!» КіноСоюзу в підтримку України.

### Працювала
- програмним редактором на Центральному телебаченні[8],
- рекламним редактором у видавництві «Союзтеатр»,
- старшим редактором відділу мистецтва журналу «Столиця»,
- начальник відділу моди журналу «Стас»,
- заступником завідувача відділом мистецтва «Загальної газети»,
- відповідальним редактором журналу «Premiere».

### Публікувалася
Публікувалася в журналах та газетах:
- «Мистецтво кіно»[8],
- «Сеанс»,
- «Новий світ»,
- «Московські новини»,
- «Комерсант-daily»,
- «Независимая газета»,
- «Загальна газета» та ін.